# 斯坦福 (纽约州)
斯坦福（英語：Stanford）是位于美国纽约州达奇斯县的一个镇，地处达奇斯县中北部。2010年美国人口普查时，该镇有3823人。最初的定居者于1750年左右到达此地。1793年，斯坦福镇华盛顿镇分出，正式建立。